# Acrosternum
Genre
Acrosternum est un genre d'insectes du sous-ordre des hétéroptères (punaises) et de la famille des pentatomidés. 

## Systématique
Le genre a été décrit par l'entomologiste tchèque Franz Xaver Fieber en 1860.

### Taxinomie

#### Liste des espèces
- Acrosternum apicale Linnavuori, 1975
- Acrosternum arabicum Wagner, 1959
- Acrosternum breviceps (Jakovlev, 1889)
- Acrosternum curticeps Linnavuori & Al-Safadi, 1993
- Acrosternum gramineum (Fabricius, 1787)
- Acrosternum heegeri Fieber, 1861
- Acrosternum hilare (Say, 1832) (classification controversée, syn. de Chinavia hilaris)
- Acrosternum insularum Lindberg, 1958
- Acrosternum malickyi Josifov & Heiss, 1989
- Acrosternum marginatum (Palisot, 1811)
- Acrosternum miliaris (Klug)
- Acrosternum millierei (Mulsant & Rey, 1866)
- Acrosternum prunasis (Dallas)
- Acrosternum pusniensis Ahmad & Rana, 1989
- Acrosternum rubescens (Noualhier, 1893)

#### Espèces rencontrées en Europe
Selon Fauna Europaea (28 octobre 2021) :
- Acrosternum arabicum Wagner, 1959
- Acrosternum heegeri Fieber, 1861
- Acrosternum malickyi Josifov & Heiss, 1989
- Acrosternum millierei (Mulsant & Rey, 1866)
- Acrosternum rubescens (Noualhier, 1893)